# Hexanal
Hexanal, ook bekend onder de namen hexaanaldehyde en caproaldehyde is een onvertakt aldehyde dat toegepast wordt als component in fruitig ruikende aroma's. De geur lijkt op pas gemaaid gras, net als die van Z-hex-3-enal. De stof is een natuurproduct en ontstaat onder andere bij de ontleding van gingerol, dat verantwoordelijk is voor de scherpe smaak van gember. Hexanal beschermt fruit tegen rotten, toepassingsmogelijkheden hiervoor worden nog onderzocht. De geur van groene erwten wordt deels veroorzaakt door hexanal.
De eerste  synthese van hexanal werd in 1907 gepubliceerd door P. Bagard.